# Aixam

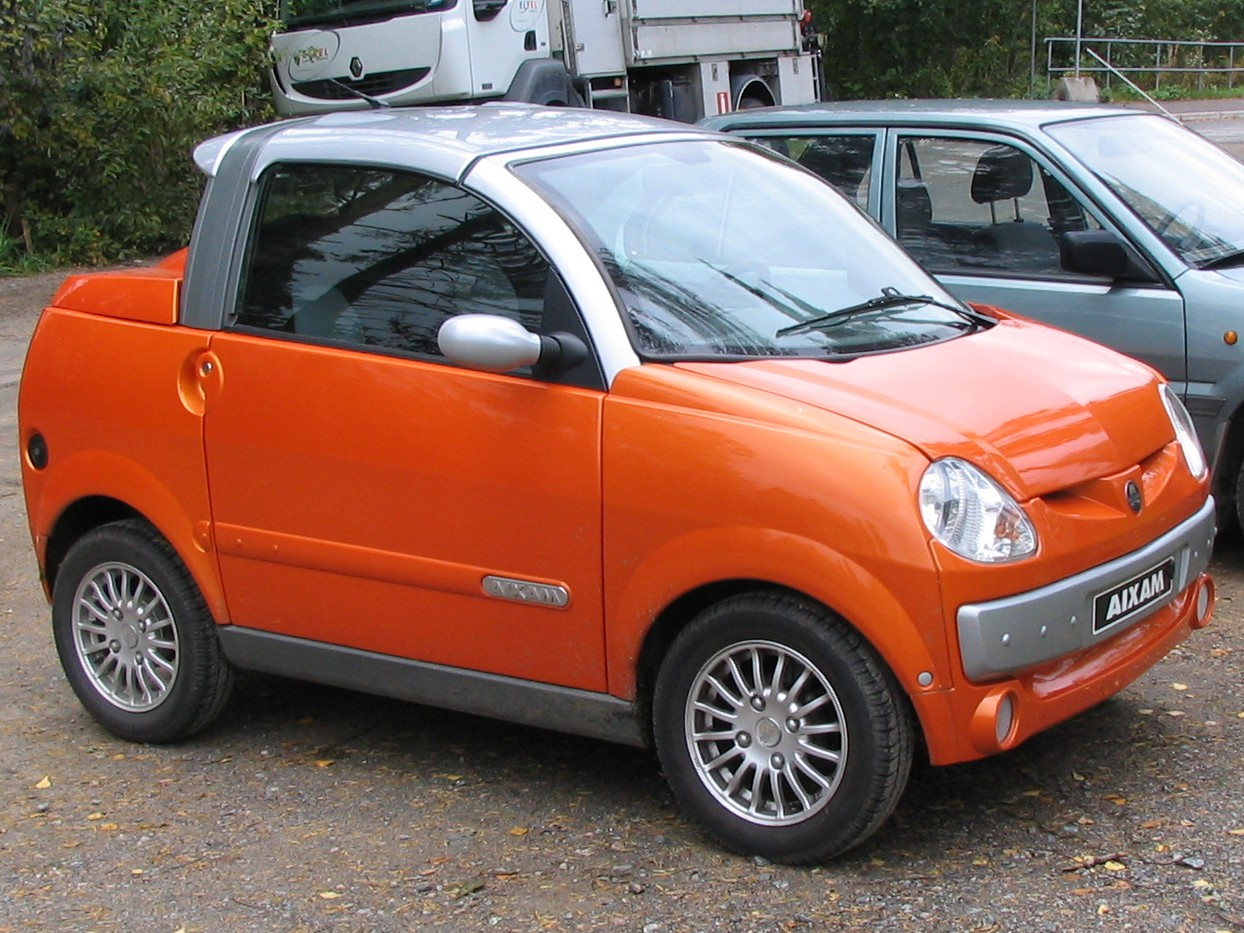
Aixam Scouty S

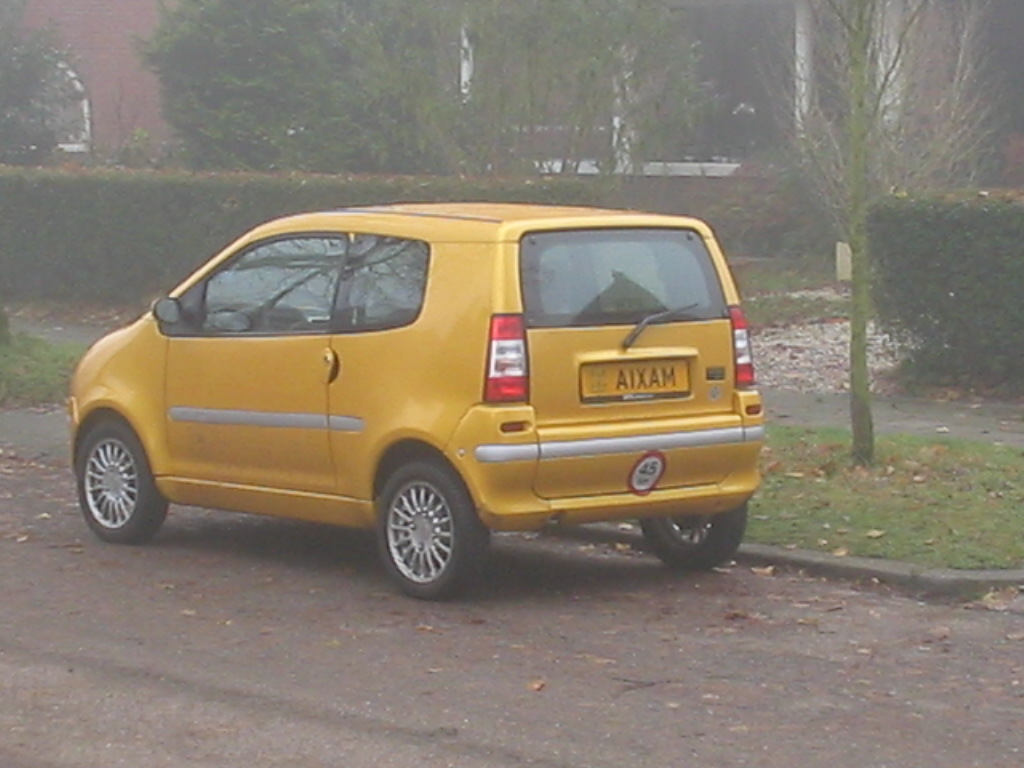
Een Aixam, net een gewone auto

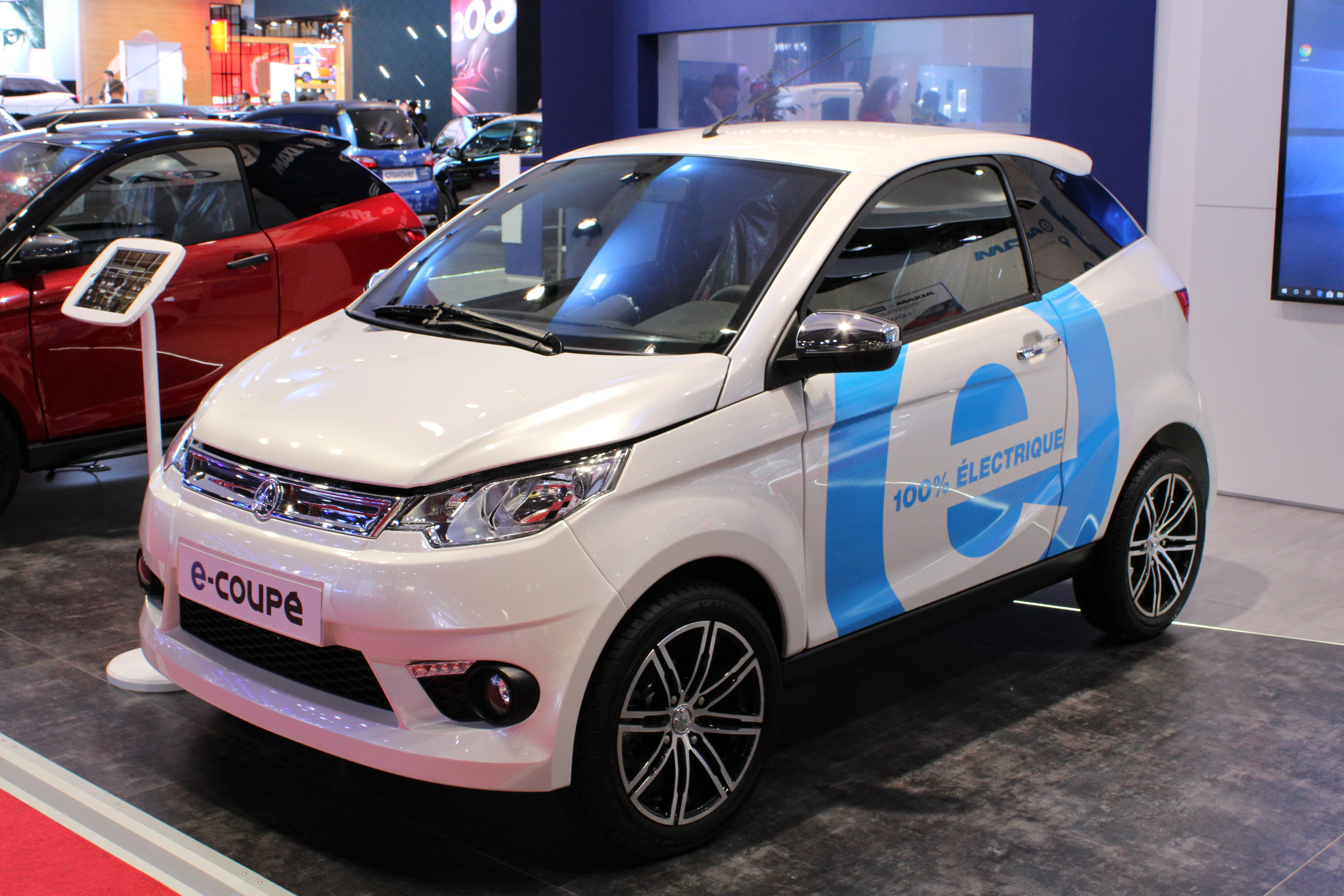
Aixam e-Coupe

Aixam is een Franse autofabrikant, gevestigd in Aix-les-Bains. Het bedrijf werd in 1983 opgericht om brommobielen te bouwen in de fabriek van Arola dat failliet was gegaan. In 1992 werd begonnen met de productie van een serie auto's met normale afmetingen; hiervoor werd het merk Mega gehanteerd.

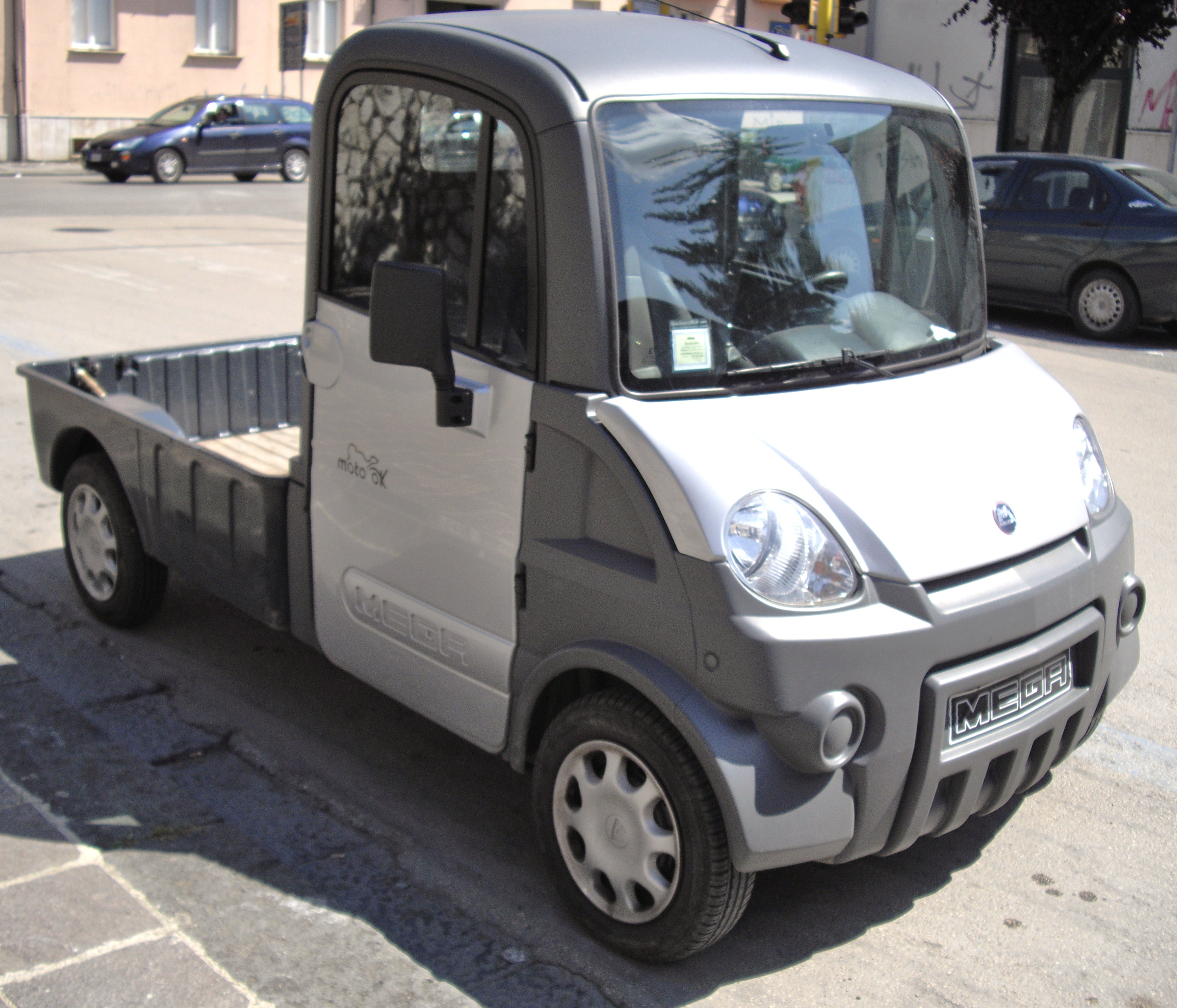
Aixam Mega D-Truck als Pick-up

Tegenwoordig bouwt het bedrijf de Aixam City, City S, Crossline, GTO en Crossover. De Crossover is de grootste brommobiel op de markt. De Crossline is door de ANWB gekozen als Testkampioen. Alle Aixams zijn uitgerust met een 479 cc 2-cilinder in lijn dieselmotor van Kubota met een maximaal vermogen van 6 kW (8,15 pk) bij 3200 t/min en een koppel van 21 Nm bij 2500 t/min.
Benevens de personenwagens levert het bedrijf ook de Aixam Pro D-Truck, in Pick-up of Van, zowel in diesel- als in elektrische uitvoering. Deze is de opvolger van de Mega Multitruck en was zowel in type 400 als in type 600 verkrijgbaar. Voor type 600 was echter een rijbewijs B nodig, omdat dit type een 600 cc motor bezat met 15 pk bij 3600 t/min en een koppel van 34 Nm bij 2200 t/min, waardoor de maximumsnelheid lag op 80 km/h.
Aixam is Europa's grootste producent van autorijbewijsvrije voertuigen.
Aixam produceert ook elektrische brommobielen die een bereik hebben van 80 – 130 km, ze kunnen in 3,5 uur opgeladen worden via het standaard 220 V stopcontact.
Sinds maart 2010 is voor de brommobiel het rijbewijs AM2 of AM4 (theorie en praktijk) nodig .